# کمک! (آلبوم)
کمک! (به انگلیسی: Help!) پنجمین آلبوم استودیویی گروه راک انگلیسی بیتلز و موسیقی متن فیلم آنها به همین نام است. این آلبوم در ۶ آگوست ۱۹۶۵ منتشر شد. هفت آهنگ از چهارده آهنگ، از جمله تک آهنگ "کمک!" و "بلیط رفتن" در فیلم ظاهر شدند.
از جمله برترین آهنگ‌های بخش دوم این آلبوم و حتی یکی از برترین آهنگ‌های گروه بیتلز ترانه "دیروز" می‌باشد. این ترانه که با بیش از سه هزار بار بازخوانی توسط دیگران از این لحاظ رکورد دار است، توسط پل مک کارتنی نوشته شد.
در سال ۲۰۱۲ این آلبوم رتبه ۳۳۱ را در لیست "پانصد آلبوم برتر تمام دوران" رولینگ استون کسب کرد.

## موسیقی
آلبوم شامل ترانه "دیروز" است که که در آن غیر از مک کارتنی عضوی دیگر از بیتلز حضور ندارد. جان لنون با نوشتن ترانه "تو داری عشقت را پنهان می‌کنی" تأثیر پذیری اش از باب دیلان خواننده بزرگ آمریکایی را دوباره نشان داد.

## لیست آهنگها
| بخش یک | بخش یک                         | بخش یک       | بخش یک |
| شماره  | نام                            | خواننده      | مدت    |
| ------ | ------------------------------ | ------------ | ------ |
| ۱.     | «کمک!»                         | جان لنون     | ۲:۱۸   |
| ۲.     | «شب قبل»                       | پل مک کارتنی | ۲:۳۳   |
| ۳.     | «تو داری عشقت را پنهان می‌کنی»  | لنون         | ۲:۰۸   |
| ۴.     | «به تو نیاز دارم» (جرج هریسون) | هریسون       | ۲:۲۸   |
| ۵.     | «دختری دیگر»                   | مک کارتنی    | ۲:۰۵   |
| ۶.     | «داری آن دختر را از دست می‌دهی» | لنون         | ۲:۱۷   |
| ۷.     | «بلیط رفتن»                    | لنون         | ۳:۱۰   |

| بخش دو | بخش دو                                   | بخش دو                  | بخش دو |
| شماره  | نام                                      | خواننده                 | مدت    |
| ------ | ---------------------------------------- | ----------------------- | ------ |
| ۱.     | «نقش را طبیعی بازی کردن» (راسل، موریسون) | رینگو استار و مک کارتنی | ۲:۲۹   |
| ۲.     | «آن فقط عشق است»                         | لنون                    | ۱:۵۴   |
| ۳.     | «تو خیلی دوستم داری» (هریسون)            | هریسون                  | ۲:۳۵   |
| ۴.     | «به من بگو چه می‌بینی»                    | لنون و مک کارتنی        | ۲:۳۶   |
| ۵.     | «من فقط یک صورت دیده‌ام»                  | مک کارتنی               | ۲:۰۴   |
| ۶.     | «دیروز»                                  | مک کارتنی               | ۲:۰۳   |
| ۷.     | «دیزی میس لیزی» (لاری ویلیامز)           | لنون                    | ۲:۵۳   |